# 芒西尼亚克
芒西尼亚克（法語：Mensignac，法語發音：[mɑ̃siɲak]）是法国多尔多涅省的一个市镇，位于该省中部偏西，属于佩里格区。

## 地理
芒西尼亚克（45°13'31"N, 0°33'40"E）面积26.08 平方千米，位于法国新阿基坦大区多爾多涅省，该省份为法国西南部内陆省份，是法國本土面积第三大的省，大致对应佩里戈尔地区，北起顺时针与夏朗德省、上维埃纳省、科雷兹省、洛特省、洛特-加龙省、吉倫特省和滨海夏朗德省接壤。
与芒西尼亚克接壤的市镇（或旧市镇、城区）包括：利勒、阿内斯和博略、比萨克、拉沙佩勒戈纳盖、莱吉亚克德洛什、圣阿基兰、托卡讷-圣阿普尔。

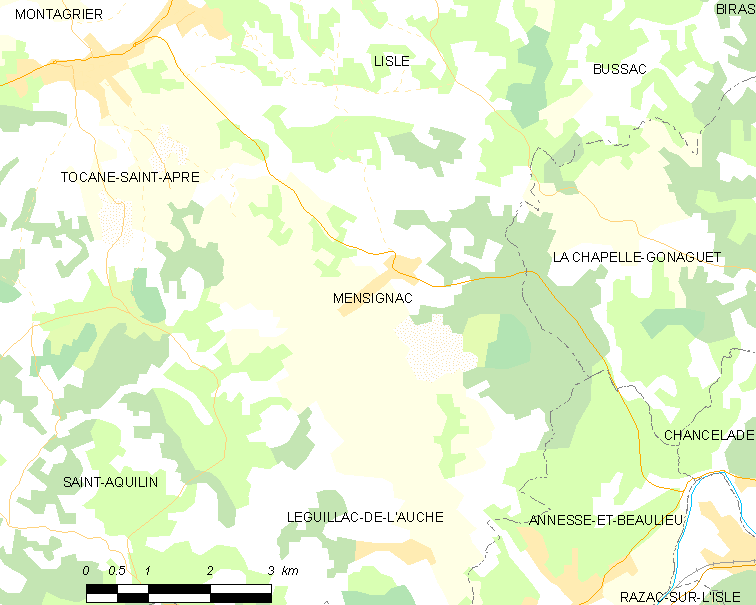
芒西尼亚克的OSM定位图

芒西尼亚克的时区为UTC+01:00、UTC+02:00（夏令时）。

## 行政
芒西尼亚克的邮政编码为24350，INSEE市镇编码为24266。

## 政治
芒西尼亚克所属的省级选区为圣阿斯捷县。

## 人口

1962-2008年间芒西尼亚克人口变化图示

芒西尼亚克于2022年1月1日时的人口数量为1520人。